# Unai Mendikote
Unai Mendikote Rubio (Sestao, 30 de marzo de 1999) es un baloncestista español, que ocupa la posición de alero y forma parte de la plantilla del Club Baloncesto Lucentum Alicante de la Primera FEB.

## Trayectoria deportiva
Formado en el CB Salleko (Sestao) y en el Unamuno SK. (Bilbao), dejó Bizkaia en 2014 para fichar por el Basket Zaragoza, equipo en el que permaneció durante tres temporadas, disputando con el filial EBA, LEB Plata y realizando pretemporadas con el primer equipo. La campaña 2016-17 firmó con el Simply el Olivar de EBA 12.4 puntos, 4.6 rebotes y 1.9 asistencias de media. También participó con el club maño en el campeonato de España Junior disputado en Bilbao.
En septiembre de 2017 se oficializa su fichaje por el RETAbet Bilbao Basket para las próximas cuatro temporadas. No obstante, en agosto de 2019 ambas partes acordaron la desvinculación de Mendikote del club vasco.
El 28 de febrero de 2019 recala en el Club Baloncesto Almansa, donde consigue el ascenso a la Liga LEB ORO.
El 8 de agosto de 2019 se compromete con el Club Baloncesto Zamora de Liga LEB Plata.
El 25 de agosto de 2021, firma por el Círculo Gijón Baloncesto y Conocimiento de Liga LEB Plata.
El 24 de julio de 2022, firma por el BC CSU Sibiu de la Liga Națională, la máxima competición de Rumanía.
El 5 de agosto de 2023, firma por el Club Ourense Baloncesto de la Liga LEB Oro.
El 15 de agosto de 2025, firma por el Club Baloncesto Lucentum Alicante de la Primera FEB.

## Selección nacional
Internacional con España en categorías inferiores, disputando, entre otras competiciones, el EuroBasket Sub-16 de 2015 y el Mundial Sub-17 de 2016 en Zaragoza. En verano de 2017 logra el cuarto puesto con el combinado español en el Europeo 3x3 en la categoría Sub-18.
Del 24 de junio al 4 de julio, disputa los Juegos Mediterráneos de 2022, en la modalidad de 3x3. Consigue la medalla de bronce, en un reñido partido contra Turquía, que se decidió en la prórroga.